# Drillia barkliensis
Drillia barkliensis is een slakkensoort uit de familie van de Drilliidae. De wetenschappelijke naam van de soort is voor het eerst geldig gepubliceerd in 1869 door H. Adams.